# Kanton Le Vauclin
Kanton Le Vauclin (francouzsky Canton du Vauclin) byl francouzský kanton v departementu Martinik v regionu Martinik. Nacházela se v něm pouze obec Le Vauclin. Zrušen byl v roce 2015.